# Jânio Quadros

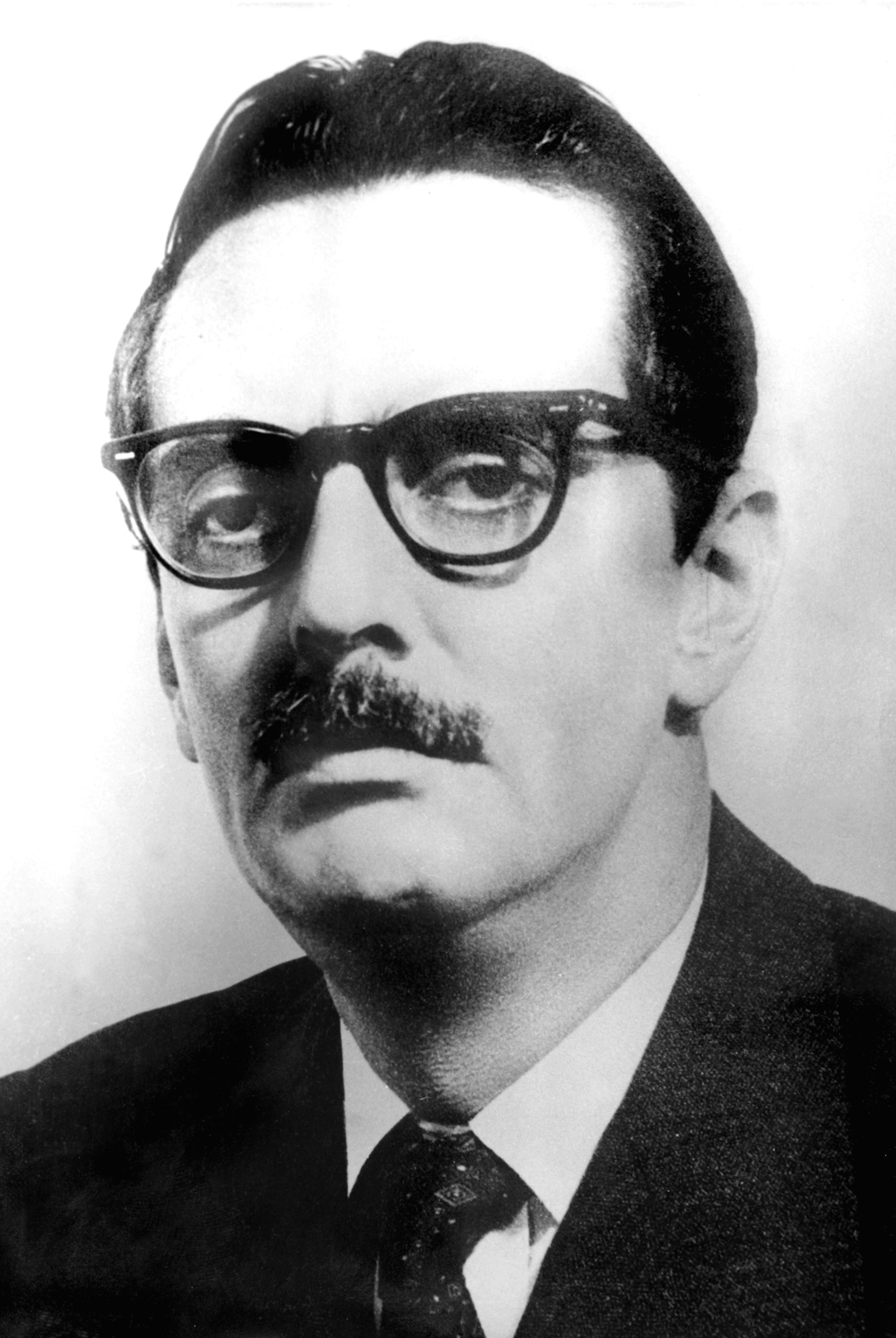
Jânio da Silva Quadros (1961) während seiner Amtszeit als Präsident Brasiliens

Jânio da Silva Quadros (* 25. Januar 1917 in Campo Grande, MS; † 16. Februar 1992 in São Paulo, SP) war ein brasilianischer Rechtsanwalt und Politiker und im Jahr 1961 22. Präsident seines Landes. Er war außerdem zweimalig Bürgermeister von São Paulo und Gouverneurs des Bundesstaates São Paulo. Quadros war für seinen populistischen Regierungsstil, seine Ehrlichkeit und sein exzentrisches Verhalten bekannt.
Als Präsident konzentrierte da Silva Quadros sich auf Wirtschaftsreformen und versuchte, die Korruption zu bekämpfen. Er verfolgte auch eine unabhängige Außenpolitik und versuchte, die Beziehungen zwischen den Vereinigten Staaten und dem Ostblock auszugleichen. Obwohl er mit großer Mehrheit gewählt wurde, war seine Amtszeit von Unsicherheit und politischer Instabilität geprägt, die ihm zum Rücktritt bewogen haben. Dieser unerwartete Schritt verursachte landesweites Chaos, und João Goulart übernahm die Präsidentschaft.

## Frühe politische Karriere
Im Jahre 1947 wurde da Silva Quadros in den Stadtrat von São Paulo gewählt und war dort bis 1950 Mitglied. Er war in dieser Funktion sehr aktiv und brachte mehr Gesetze ein als jedes andere Mitglied. Da Silva Quadros kandidierte 1953 für das Amt des Stadtpräfekts (Bürgermeister) von São Paulo, besiegte den Kandidaten Francisco Cardoso, und war bis 1955 Stadtpräfekt. Während seiner Amtszeit erlangte er den Ruf, ehrlich und innovativ zu regieren. Häufig besuchte er die Armenviertel von São Paulo und hörte sich die Beschwerden der Bewohner an, was ihn bei der Arbeiterklasse beliebt machte. Es gelang ihm auch, den Haushalt der Stadt in weniger als einem Jahr auszugleichen, was zu seinem guten Ruf beitrug.
Da Silva Quadros trat 1955 zurück, um für das Amt des Gouverneurs des Bundesstaates São Paulo zu kandidieren. Er besiegte den erfahrenen Politiker Adhemar de Barros, seinen langjährigen Rivalen, mit einem Vorsprung von 1 %. Er war bis 1959 Gouverneur und trat dann zurück, um für das Präsidentenamt Brasiliens zu kandidieren. Da Silva Quadros’ schneller Aufstieg kann auf seinen weit verbreiteten Einsatz populistischer Rhetorik und sein extravagantes Verhalten zurückgeführt werden. Er appellierte an die Frustration der Bevölkerung über die Regierung, indem er sein Wahlkampfsymbol zu einem Besen machte, ein Symbol für sein Versprechen, „die Korruption wegzufegen“. Er war auch ein sehr charismatischer Anführer, der es verstand, das Vertrauen der Öffentlichkeit zu gewinnen.

## Präsidentschaftswahlen
Vor den Präsidentschaftswahlen von 1960 wurde da Silva Quadros von mehreren Oppositionsparteien nominiert und bildete eine Koalition aus seinem Partido Trabalhista Nacional (PTN), dem Partido Democrata Cristão (PDC) und der größten Oppositionspartei, der União Democrática Nacional (UDN). Obwohl er kein begeisterter Befürworter der UDN war, unterstützte sie seine Kandidatur, weil es an einer brauchbaren Alternative mangelte. Während des gesamten Wahlkampfs kam es zu Auseinandersetzungen zwischen da Silva Quadros und der UDN. Seine Reise ins kommunistische Kuba im März 1960 zeigte eine klare Missachtung der bevorzugten Außenpolitik der Partei. Allerdings erfreute er sich bei der brasilianischen Wählerschaft großer Beliebtheit. Die Regierungskoalition, bestehend aus Partido Social Democrático (PSD) und Partido Trabalhista Brasileiro (PTB), nominierte Henrique Teixeira Lott, den Marschall der brasilianischen Armee. Allerdings war Lott ein fehlerhafter Kandidat, dessen Sturheit und Offenheit ihn potenzielle Unterstützer kostete. Da Silva Quadros gewann problemlos, und sein Siegvorsprung von 15,6 % wäre der größte Vorsprung bei einer durch Volksabstimmung abgehaltenen Präsidentschaftswahl, bis Fernando Henrique Cardoso 1994 mit 27 % gewann. Da Silva Quadros’ Anteil an der Volksabstimmung betrug 48 %, mehr als das eines jeden früheren Präsidenten. Trotz dieses Erfolgs gewann João Goulart, Lotts Vizepräsidentschaftskandidat, das separate Rennen um den Vizepräsidenten.
Die Wahl markierte einen historischen Moment in der brasilianischen Geschichte. Als da Silva Quadros am 31. Januar 1961 sein Amt antrat, war es das erste Mal seit der Gründung Brasiliens im Jahr 1889, dass eine amtierende Regierung friedlich die Macht an ein gewähltes Mitglied der Opposition übertrug. Es war auch das erste Mal seit 31 Jahren, dass die Präsidentschaft nicht an einen Erben Getúlio Vargas’ fiel.

## Präsidentschaft

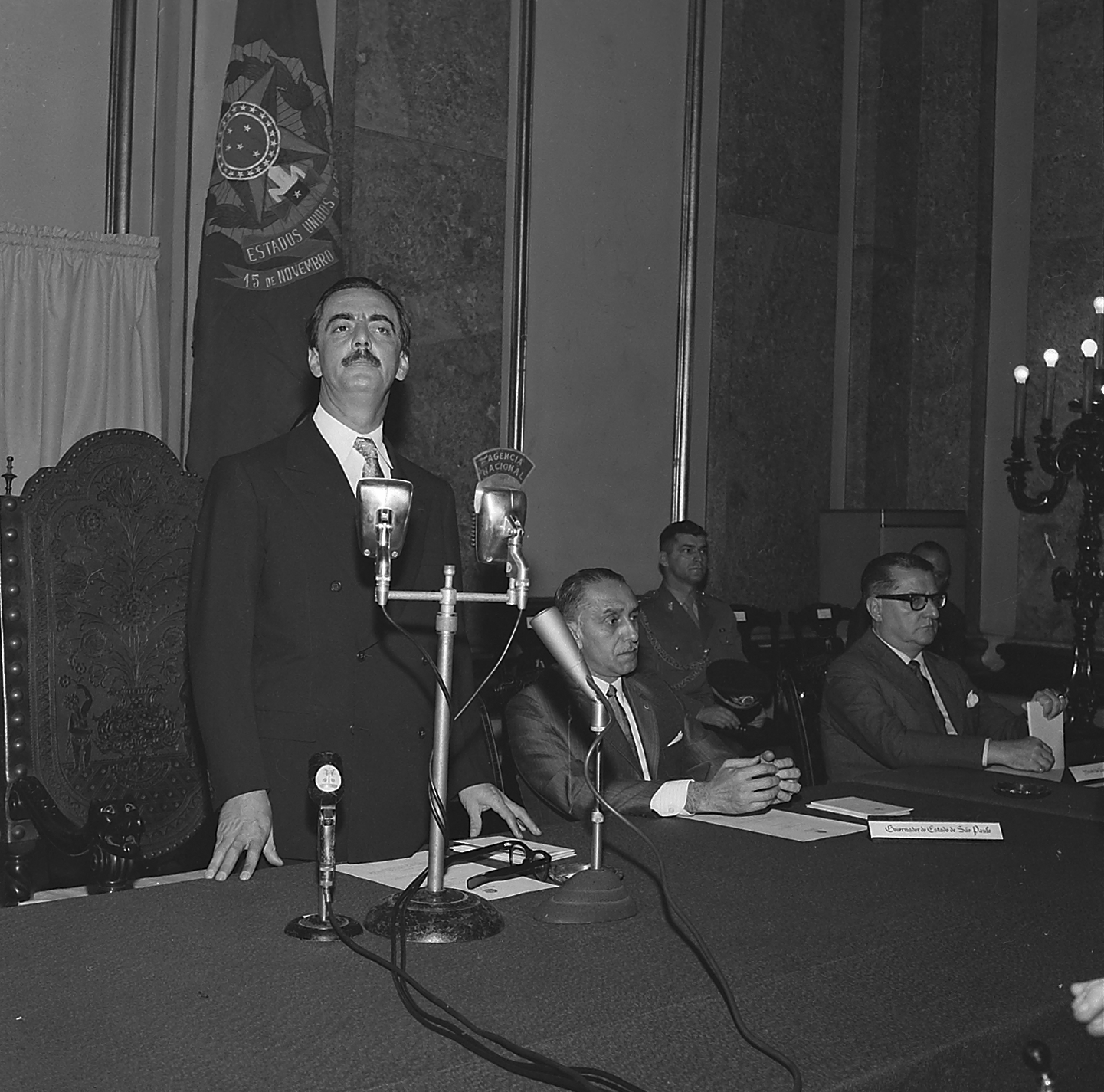
Präsident Jânio da Silva Quadro redet vor den Gouverneuren Brasiliens (1961)

Nach seinem Sieg bei den Wahlen 1960 verbrachte da Silva Quadros die drei Monate vor seiner Amtseinführung damit, durch Europa zu reisen und nicht darüber zu diskutieren, was er als Präsident tun würde. Seine Abwesenheit wurde von vielen seiner Verbündeten kritisiert, die wollten, dass er eine aktivere Rolle bei der Vorbereitung auf die Regierung übernimmt. Da Silva Quadros trat sein Amt am 31. Januar 1961 an. In seiner Antrittsrede betonte er die Probleme der Ineffizienz der Regierung, der Inflation und der Verschuldung. Er machte seinen Vorgänger Juscelino Kubitschek für die hohe Inflationsrate des Landes verantwortlich, dem er Vetternwirtschaft und Korruption vorwarf. Da Silva Quadros ersetzte schnell die meisten amtierenden Minister durch Mitglieder der União Democrática Nacional (UDN) und anderer Parteien, die ihn unterstützt hatten. Allerdings wurde dem Movimento Popular Jânio Quadros trotz seiner Unterstützung für da Silva Quadros und seiner herausragenden Rolle im Wahlkampf Einfluss auf die neue Regierung verweigert. Trotz seiner politischen Fähigkeiten wurde da Silva Quadros’ Fähigkeit, effektiv zu regieren, während seiner gesamten Präsidentschaft durch seine Unerfahrenheit in der Parteipolitik und sein kleines Personal beeinträchtigt.

### Innenpolitik
Zu Beginn seiner Präsidentschaft war Brasilien mit einer hohen Inflation und hohen Schulden gegenüber dem Ausland konfrontiert. Die Regierung von da Silva Quadros kündigte im März ein Anti-Inflationsprogramm an, das die Wechselkurse vereinfachte und die öffentlichen Ausgaben senkte. Die Reformen fanden die Zustimmung des Internationalen Währungsfonds (IWF) und da Silva Quadros konnte seine Schulden mit den Vereinigten Staaten und Europa neu verhandeln. Brasilien erhielt insgesamt 1,64 Milliarden Dollar an neuen Krediten, was die Schuldenkrise, mit der das Land konfrontiert war, erheblich milderte. Dies stellte einen großen Durchbruch für die Regierung da Silva Quadros dar, da es mehreren früheren brasilianischen Präsidenten nicht gelungen war, die Schulden neu zu verhandeln. Zusätzlich zu seiner Kampagne gegen die Inflation versuchte da Silva Quadros, bürokratische Ineffizienz und Korruption zu reduzieren. Er startete eine Antikorruptionskampagne und umging die Bürokratie weitgehend, indem er Präsidialerlasse erließ. Allerdings untergrub die Politik die Moral innerhalb der Regierung und entfremdete viele Mitglieder des Nationalkongresses. Dies wurde durch sein Versäumnis, mit seinen Verbündeten zusammenzuarbeiten, noch verschärft, da er die UDN selten zu wichtigen Entscheidungen konsultierte und er in seinem ersten Monat im Amt nur zwei Kabinettssitzungen abhielt. Als Präsident verschwendete da Silva Quadros seine Energie auch auf relativ unwichtige Themen und unternahm erhebliche Anstrengungen, um Glücksspiele auf Hahnenkämpfe zu untersagen und Frauen das Tragen von Bikinis am Strand zu verbieten.

### Außenpolitik

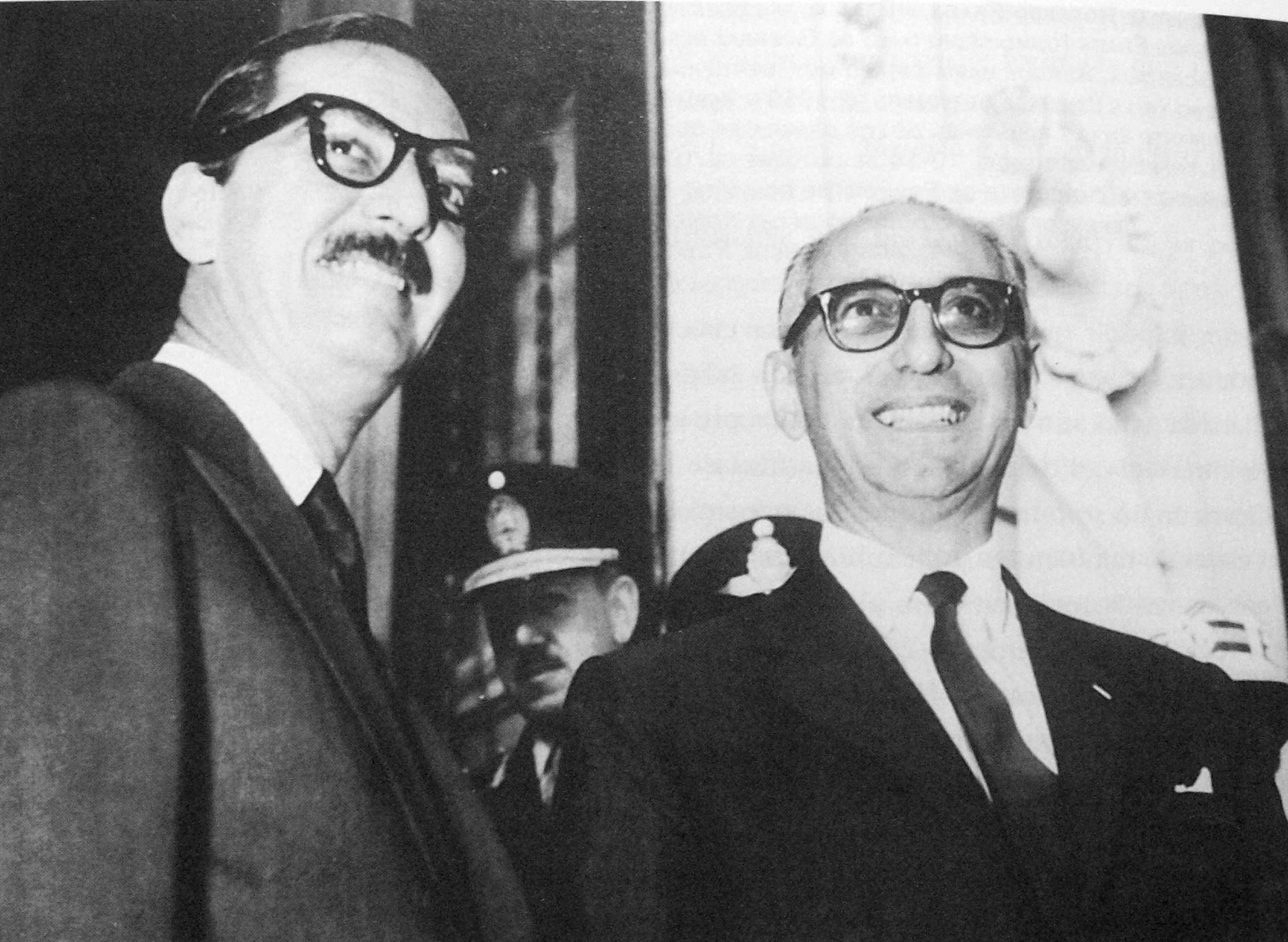
Jânio da Silva Quadros mit dem argentinischen Präsidenten Arturo Frondizi (April 1961)

Da Silva Quadros verfolgte eine unabhängige Außenpolitik und formulierte „Freiheit, Unabhängigkeit und Nichteinmischung“ als seine Leitprinzipien. Er versuchte auch, engere Beziehungen zu Afrika anzustreben, in der Hoffnung, Einfluss in der Bewegung der Blockfreien Staaten zu gewinnen. Er versuchte, Solidarität mit den neuen unabhängigen afrikanischen Ländern zu zeigen, indem er sich für die Dekolonisation einsetzte und Rassismus bekämpfte. Er versuchte auch, den Handel und den kulturellen Austausch mit diesen Ländern zu fördern. Allerdings unterstützte die Regierung von da Silva Quadros häufig Staaten, die von weißen Minderheitsregierungen regiert wurden, wie etwa Südafrika, was seine Bemühungen untergrub. Da Silva Quadros versuchte, anstelle der proamerikanischen Politik seiner Vorgänger eine neutrale Außenpolitik zu verfolgen, und hoffte, dass sich die Großmächte gegeneinander ausspielen. Seine Bereitschaft, sich den kommunistischen Regierungen Kubas, Chinas und der Sowjetunion anzuschließen, verärgerte jedoch viele seiner Anhänger, insbesondere die UDN. Seine Entscheidung, Che Guevara den Cruzeiro do Sul, Brasiliens höchste Medaille für Ausländer, zu verleihen, war besonders umstritten und ließ viele vermuten, dass er ein kommunistischer Sympathisant sei. Da Silva Quadros’ Außenpolitik war einer der umstrittensten Aspekte seiner Präsidentschaft und war ein wesentlicher Faktor für den Rückgang seiner Unterstützung im Nationalkongress.

## Rücktritt

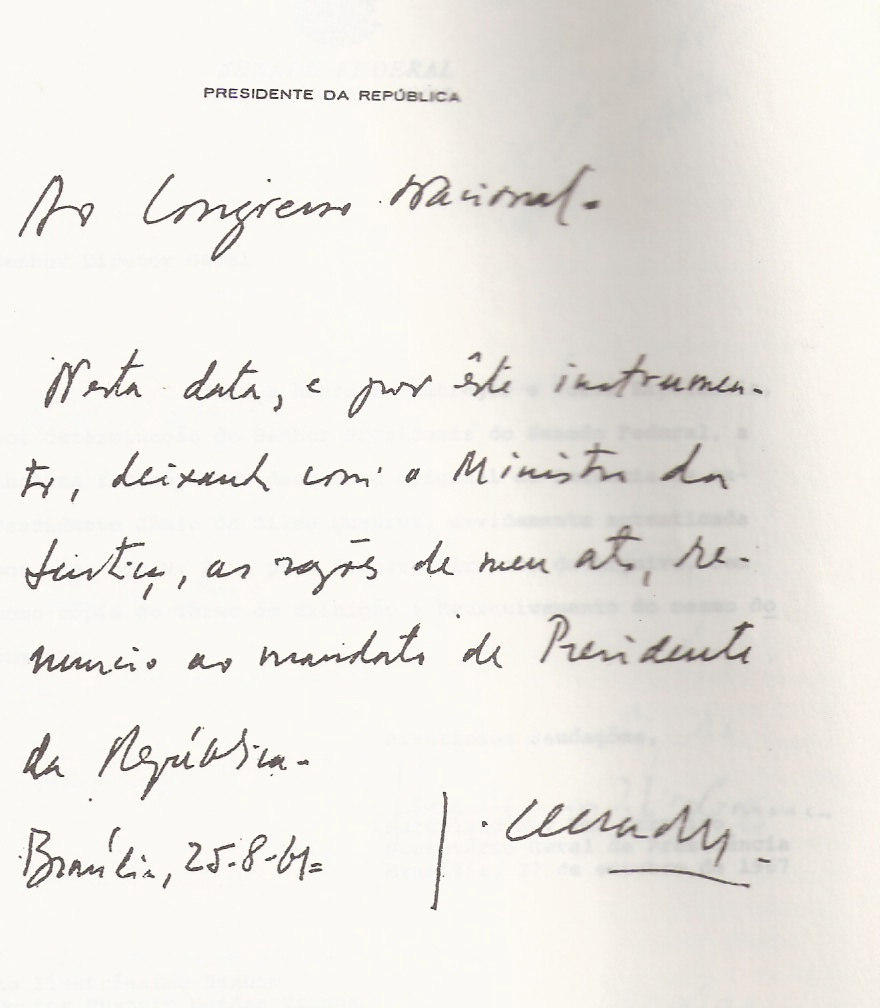
da Silva Quadros Rücktrittsgesuch als Präsident

Im Sommer 1961 stieß da Silva Quadros auf zunehmenden Widerstand des Nationalkongresses und hatte viele seiner Verbündeten verärgert. Am 25. August 1961 trat er unerwartet zurück und berief sich in seinem kryptischen Rücktrittsschreiben auf ausländische und „schreckliche okkulte Kräfte“. Es wird allgemein angenommen, dass sein Rücktritt ein Schritt zur Stärkung seiner Macht war und dass da Silva Quadros erwartete, dass er durch die Akklamation des Volkes oder auf Antrag des brasilianischen Nationalkongresses und des Militärs zum Präsidenten wiedergewählt würde. Aufgrund der Unbeliebtheit João Goularts beim Militär und anderen konservativen Elementen erwartete er wahrscheinlich, dass sein Rücktritt nicht akzeptiert würde. Dieses Manöver wurde jedoch sofort vom brasilianischen Nationalkongress abgelehnt, der den Rücktritt von da Silva Quadros akzeptierte und den Präsidenten der brasilianischen Abgeordnetenkammer, Pascoal Ranieri Mazzilli, aufforderte, sein Amt zu vertreten, bis der Vizepräsident João Goulart nach Rückkehr von seiner Reise nach China das Amt antreten konnte. Der Rücktritt von da Silva Quadros löste eine schwere politische Krise aus und bereitete den Weg für den Militärputsch am 31. März 1964. Das Militär, das Goularts linke Tendenzen fürchtete, schien bereit zu sein, sich seiner gewaltsamen Amtseinführung zu widersetzen. Die Vereinigten Staaten waren auch besorgt über die Aussicht auf eine Goulart-Präsidentschaft und erwogen, Anti-Goulart-Kräfte zu unterstützen. Am 7. September 1961 legte Goulart schließlich den Eid als Präsident ab, doch seine Macht wurde durch eine kurz zuvor, am 2. September, verabschiedete Änderung der 5. Brasilianischen Verfassung (1946) eingeschränkt, die ein parlamentarisches Regierungssystem einführte. Goulart gehörte nicht derselben Partei wie da Silva Quadros an, da die Brasilianer damals ihre Stimme für den Präsidenten und den Vizepräsidenten verschiedener Parteien aufteilen konnten.

## Exil und Rückkehr in die Politik
Kurz nach seinem Rücktritt verließ da Silva Quadros die Hauptstadt Brasília und reiste nach Europa mit dem Versprechen, nach Brasilien zurückzukehren. Die durch seinen Rücktritt ausgelöste politische Krise gipfelte am 31. März 1964 in einem Militärputsch. Das Militär erlaubte ihm nicht, sich an der Politik zu beteiligen, doch in den 1980er-Jahren feierte da Silva Quadros ein Comeback. Er trat dem Partido Trabalhista Brasileiro (PTB) bei und kandidierte 1982 erneut für das Amt des Gouverneurs des Bundesstaates São Paulo, unterlag jedoch André Franco Montoro. Dennoch wurde er 1985 zum zweiten Mal zum Bürgermeister von São Paulo gewählt und besiegte den favorisierten Kandidaten Fernando Henrique Cardoso, den späteren Präsidenten Brasiliens. Da Silva Quadros war bis 1988 im Amt.

## Persönliches Leben
Da Silva Quadros heiratete am 26. September 1942 in São Paulo Eloá do Valle. Seine Tochter Dirce Tutu Quadros (1943–2014) war Mitglied des brasilianischen Nationalkongresses.
Jânio da Silva Quadros starb am 16. Februar 1992 im Alter von 75 Jahren nach zwölftägigem Aufenthalt im Hospital Israelita Albert Einstein in São Paulo an Nieren- und Lungenversagen sowie einer Blutung nach drei Schlaganfällen.